# همیلتون گرین
همیلتون گرین (انگلیسی: Hamilton Green؛ زاده ۹ نوامبر ۱۹۳۴) یک سیاست‌مدار اهل گویان است. وی از ۶ اوت ۱۹۸۵ تا ۹ اکتبر ۱۹۹۲ نخست‌وزیر این کشور بود.